# Drosophila repleta
Drosophila repleta este o specie de muște din genul Drosophila, familia Drosophilidae, descrisă de Thomas Vernon Wollaston în anul 1858. Conform Catalogue of Life specia Drosophila repleta nu are subspecii cunoscute.

## Galerie

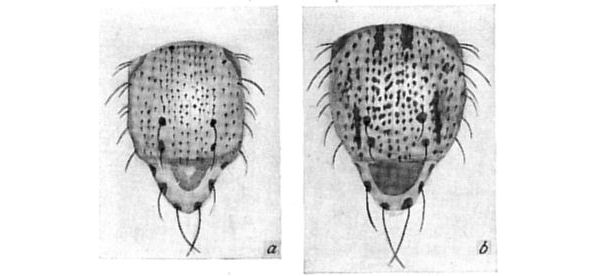
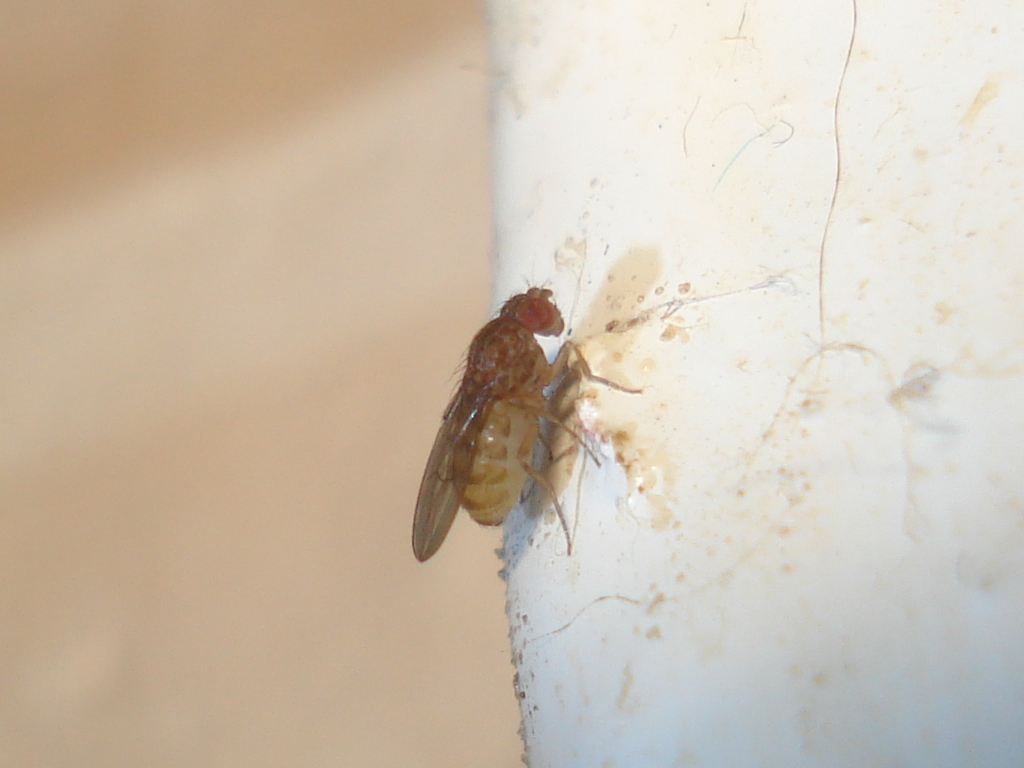
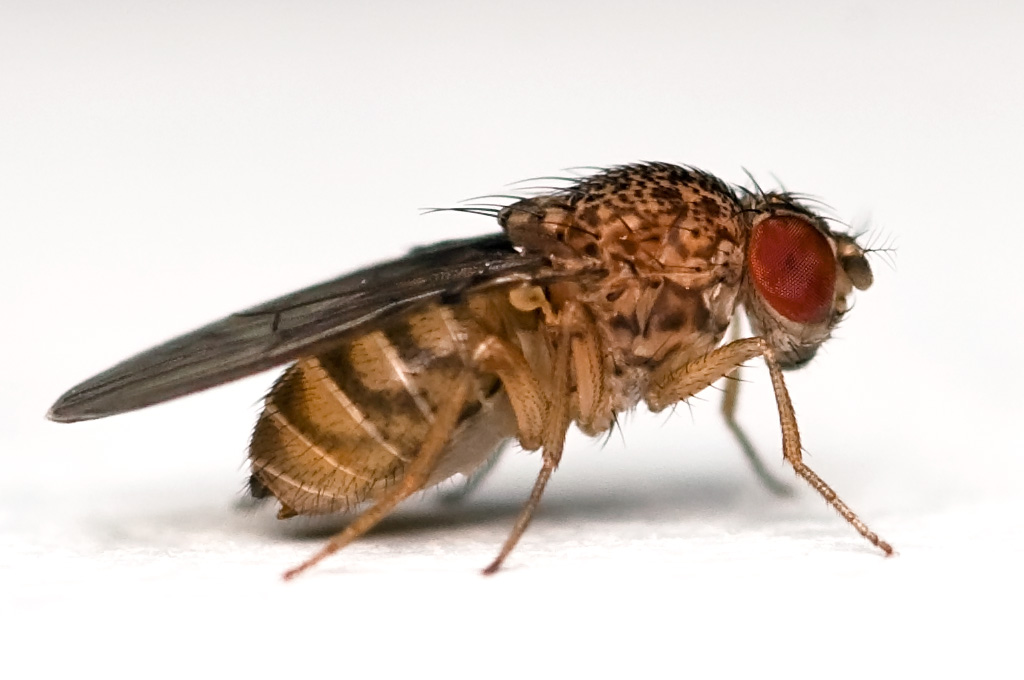